# Robert Hübner (Moderator)
Robert Hübner (* 6. April 1964) ist ein deutscher Moderator.
Robert Hübner machte 1985 sein Abitur an einem Gymnasium in Icking. Anschließend studierte er von 1986 bis 1993 Amerikanistik, Kommunikations- und Theaterwissenschaft an der Ludwig-Maximilians-Universität in München. 1989 machte er ein Praktikum beim Bayerischen Rundfunk, in der Abteilung Musik und Fernsehspiel und wurde dort 1990 Drehbuchlektor. 1991 kam er zu RTL in München. Von 1994 bis 1997 war Robert Hübner für tv.münchen tätig, bis er zum RTL-Studio Frankfurt wechselte. Gleichzeitig arbeitete er für die Deutsche Welle in Berlin. Seit 2003 ist Hübner für den Hessischen Rundfunk (hr) tätig und moderiert für das hr-fernsehen die Sendungen Hessenschau und ehemals Defacto. Des Weiteren war Hübner Moderator des Maintower-Kriminalreports im hr-fernsehen.